# Petru Kulik
Petru Kulik (rusă Петр Федорович Кулик) a fost un general-maior de miliție din Republica Moldova, care a deținut funcția de ministru al afacerilor interne în Guvernul Republicii Moldova (1951-1953 și 1954-1956).
A fost avansat la gradul de general-maior la 2 noiembrie 1944.